# جینو باسو
جینو باسو (ایتالیایی: Gino Basso؛ زادهٔ ۱۴ سپتامبر ۱۹۱۴) بازیکن بسکتبال اهل ایتالیا بود. وی در بازی‌های المپیک تابستانی ۱۹۳۶ شرکت کرده‌است.